# Platypalpus politus
Platypalpus politus är en tvåvingeart som först beskrevs av Collin 1926.  Platypalpus politus ingår i släktet Platypalpus och familjen puckeldansflugor. Inga underarter finns listade i Catalogue of Life.